# Liliencron-Dozentur
Die Kieler Liliencron-Dozentur für Lyrik ist die einzige ausschließlich der Lyrik vorbehaltene Poetikdozentur in Deutschland.
Sie wird seit 1997 zu Ehren des Dichters Detlev von Liliencron (1844–1909) in jedem Sommersemester als literarische Auszeichnung an eine Lyrikerin oder einen Lyriker des deutschen Sprachraums vom Institut für Neuere deutsche Literatur und Medien der Christian-Albrechts-Universität Kiel und dem Literaturhaus Schleswig-Holstein vergeben. Sie erhält Fördermittel des Landes Schleswig-Holstein.
Die Liliencron-Dozentur besteht aus einer Vorlesung zu einem vom Dozenten gewählten Thema, einem begleitenden Kolloquium, einem Podiumsgespräch zum Abschluss und einer Lesung aus eigenen Werken, mit der die Dozentur eröffnet wird. Alle Veranstaltungen sind öffentlich. Doris Runge war die erste Dichterin, die die Liliencron-Dozentur übernahm. Über das Handwerk der Poesie sagte sie in ihrer Vorlesung: „Wie Aschenputtel die Linsen, so müssen die Autoren die Wörter auslesen, die, guten', ..schlechten'. Wort für Wort ins Licht ziehen und prüfen, ob sie noch für die Dichtung zu retten sind.“
Die „hervorragenden kulturellen Leistungen“ der Liliencron-Dozentur wurden 2001 mit dem Preis KulturAktuell des Landeskulturverbands Schleswig-Holstein honoriert.

## Dozenten
Preisträger der Liliencron-Dozentur für Lyrik sind seit 1997:
- 1997 – Doris Runge
- 1998 – Raoul Schrott
- 1999 – Dirk von Petersdorff
- 2000 – Thomas Rosenlöcher
- 2001 – Harald Hartung
- 2002 – Dagmar Leupold
- 2003 – Ilma Rakusa
- 2004 – Oskar Pastior
- 2005 – Ulrike Draesner
- 2006 – Michael Lentz
- 2007 – Brigitte Oleschinski
- 2008 – Marcel Beyer
- 2009 – F.W. Bernstein
- 2010 – Franz Josef Czernin
- 2011 – Nora Gomringer
- 2012 – Heinrich Detering
- 2013 – Arne Rautenberg
- 2014 – ausgefallen
- 2015 – Monika Rinck
- 2016 – Elke Erb
- 2018 – PeterLicht
- 2019 – José F. A. Oliver
- 2020 – Marion Poschmann
- 2021 – Max Czollek
- 2022 – Volker Braun[9]
- 2023 – Ulf Stolterfoht
- 2024 – Anja Kampmann